# Marc-Antoine Gagnon
Marc-Antoine Gagnon (Québec, 6 marzo 1991) è uno sciatore freestyle canadese, specialista nelle gobbe.

## Biografia
In Coppa del Mondo ha esordito il 15 gennaio 2011 a Mont Gabriel (9º) e ha ottenuto il primo podio il 18 marzo 2013 a Megève (3º).
In carriera ha partecipato a un'edizione dei Giochi olimpici invernali, Soči 2014 (4º nelle gobbe), e tre dei Campionati mondiali, vincendo una medaglia di bronzo (nelle gobbe in parallelo a Kreischberg 2015).
Nel 2018 ha preso parte ai XXIII Giochi olimpici invernali a Pyeongchang classificandosi quarto nella gara di gobbe.

## Palmarès

### Mondiali
- 1 medaglia:
  - 1 bronzo (gobbe in parallelo a Kreischberg 2015).

### Coppa del Mondo
- Miglior piazzamento in classifica generale: 15º nel 2012.
- 4 podi:
  - 1 secondo posto;
  - 3 terzi posti.

### Campionati canadesi
- 2 medaglie[1]:
  - 1 oro (gobbe in parallelo nel 2015).
  - 1 argento (gobbe nel 2015).